# 이소촌 (효고현 히카미군)
이소촌(石生村)은 효고현 히카미군에 설치되었던 촌이다. 현재의 단바시에 해당한다.

## 역사
- 1889년 4월 1일 - 정촌제 시행에 의해 히카미군 혼고촌이 성립하였다.
- 1907년 12월 1일 - 혼고촌과 합병해 이쿠사토촌이 성립하여, 동일 이소촌은 폐지되었다.

## 참고문헌
- 가도카와 일본지명대사전 28 효고현